# دايمورفادون
الدايْمورفادون (حسب نطقها الأصليّ، بالرغم من أنها تكتب بالإنكليزية «الديمورفودون») هو جنس من البتروصورات متوسط الحجم التي عاشت خلال العصر الجوراسي المبكر. أطلق عليه هذا الاسم الإحاثي ريتشارد أوين في عام 1859. تعني كلمة «الدايمورفادون» الإغريقية «السن ذو الهيئتين»، وهي مُشتقة من الكلمات الإغريقية "δι" (داي) التي تعني «اثنان» و"μορφη" (مورف) التي تعني «شكل» و"οδων" (أودون) التي تعني «سن»، وذلك إشارة إلى أن هذه الزواحف تملك نوعين مُختلفين من الأسنان في فكوكها (وهو أمر نادر نسبياً بين الزواحف).

## الاكتشاف

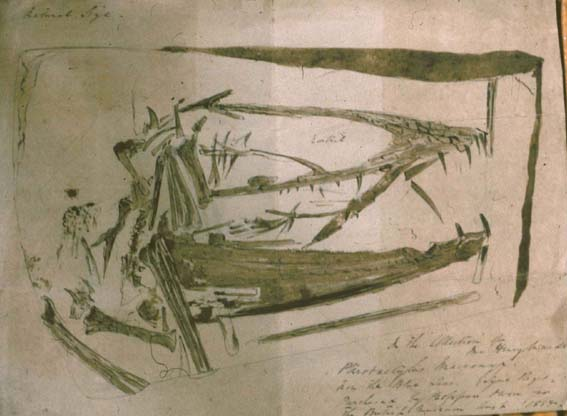
رسم لعينة الدايمورفادون ماركونيكس رقم "BMNH R 1035".

عَثرت جامعة الأحافير ماري آننغ في لايم ريجس - دورست - إنكلترا شهر ديسمبر عام 1828 على أول بقايا الأحافير المُكتشفة التي تُنسب اليوم إلى بتروصور من نوع دايمورفادون. تعد هذه المنطقة البريطانية اليوم موقعاً تراثياً عالمياً بلقبها الساحل الجوراسي وطبقاتها التي تعود إلى ما بين الفترتين الهيتانجية والساينمورية. حصل الإحاثي وليام بوكلاند لاحقاً على عينة ماري وألقى تقريراً حولها في لقاءٍ معه للجمعية الجيولوجية في 5 فبراير عام 1829م. وبَعد قيام «وليام كلفت» و«وليام جون برودرب» بدراسة مُفصلة وشاملة حول العينة في عام 1835 توسع هذا التقرير كثيراً وشمل وصفاً وتسمية للأحفورة على أنها نوع جديد، وقد نُشر لاحقاً في فعالية للجمعية الجيولوجية اللندنية. وبعد ذلك صنف وليام بوكلاند البقايا ضمن جنس البتروداكتيل ضمن نوع جديد هو «بتروداكيل. ماركونيكس»، وذلك كما كانت الحال مع مُعظم اكتشافات البتروصورات القديمة. اشتق اسم النوع هذا من من الكلمتين الإغريقيتين "makros" أي «كبير» و"nyx" أي «مخلب»، وذلك نسبة إلى مخالب يَده الكبيرة. تسمى هذه العينة حاليا بالرقم الرمزي "BMNH R 1034"، وهي تتألف من هيكل عظمي جزئي بدون جُمجمة. وقد نسب بوكلاند أيضاً عام 1835 قطعة من فك عثرت عليها جامعة الأحافير «إلزابيث فلبوت» إلى البتروداكتيل ماركونيكس. لكن لاحقاً أصبحت الأنواع المُفترضة التي نُسبت إلى جنس البتروداكتيل مُتنوعة جداً تشريحياً بحيث بدأ يُضطر المُصنفون لتقسيمها إلى أجناس مُختلفة.

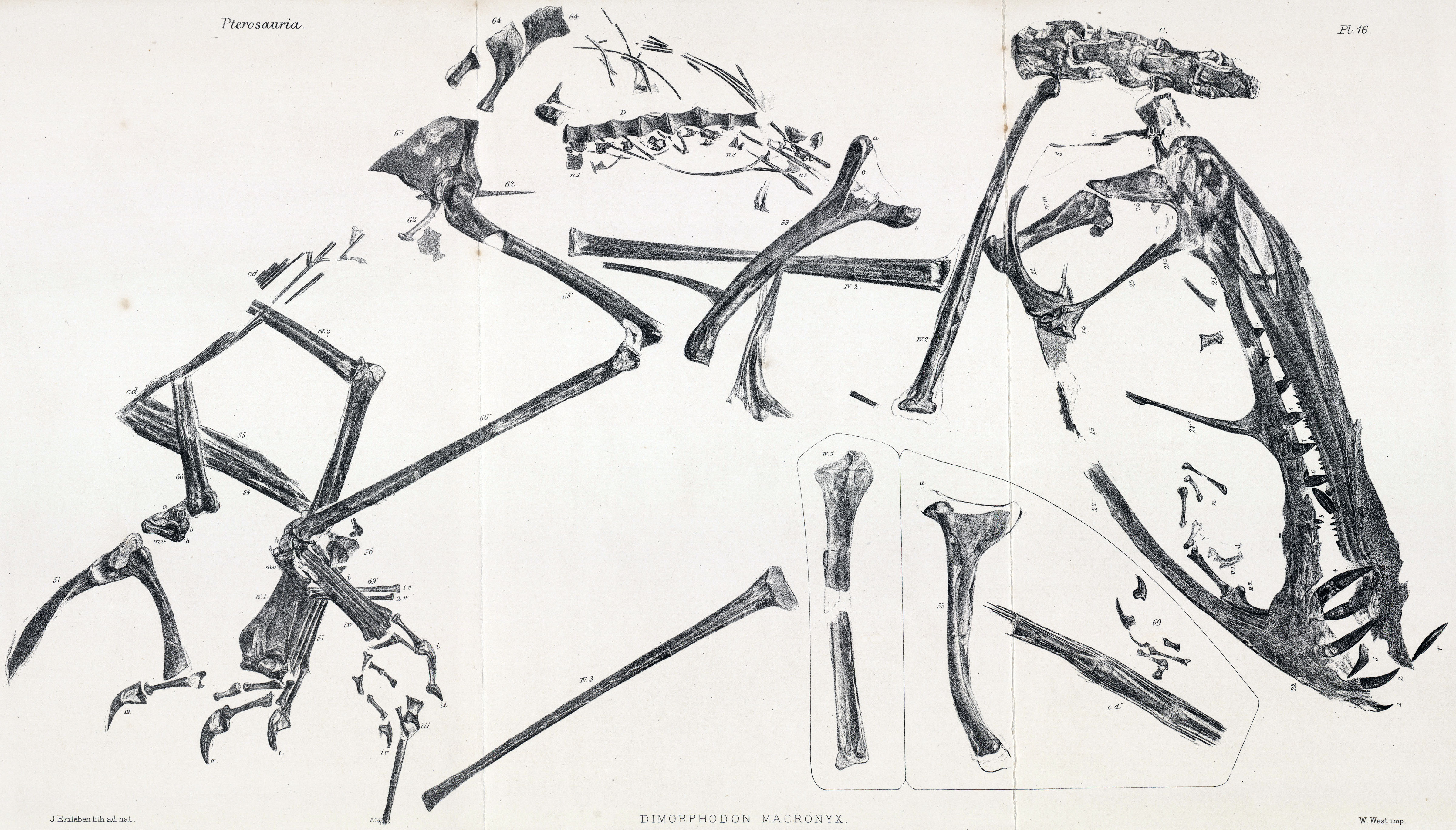
توضيح ريتشارد أوين لعينة الدايمورفادون ماركونيكس رقم "BMNH 41212".

في عام 1858 أرسل ريتشارد أوين تقريراً عن اكتشاف عينتين جديدتين تسميان رمزياً بـ"BMNH 41212" و"BMNH R 1035"، وقد كانتا مُجدداً هيكلين عظميين جزئيين لكنهما مع جُمجمتين أيضاً هذه المرة. وبما أن ريتشارد وَجدَ الجُمجمتين مُختلفتين جداً عن جماجم البتروداكتيلات الأخرى فقد نسب العينتين الجديدتين إلى نوع «ب. ماركونيكس» ومنحه جنساً جديداً خاصاً به، والذي أطلق عليه بعد ذلك «الدايمورفادون». لكن لم يَحتوي تقرير ريتشارد الأول أي وصف علمي للجنس الجديد وأبقى على الاسم أعزلاً، ومع هذا فقد عاد ريتشارد عام 1859 ونشر تقريراً شاملاً مع وصف علميّ حول جنس الدايمورفادون. وقد اعتبر أوين عام 1874 عينة "BMNH R 1034" النوع الكامل لهذا الجنس بعد دراسات عديدة ساهمت في إلقاء الضوء على حيثيات تشريح هذه البتروصورات.
لكن وفي تلك الأثناء - وبالرغم من أن أحافير الدايمورفادون ليست كثيرة الاكتشاف نسبياً - عُثر على عينات مُتشظية أخرى. وقد حصل الإحاثي أوثنييل تشارلز مارش على بعض هذه العينات من تاجر الأحافير «برايس مَك موردو رايت» بين عامي 1873 و1881. كان قد عُثرَ على إحدى عينات أوثنييل في طبقات العصر الجوراسي المبكر في الضفة الغربية لنهر سيفيرن في «جرف أوست».

## البيئة
معرفة الإحاثيين بنمط حياة الدايمورفادون لا زالت مَحدودة حتى الآن. مع هذا فربما قطنت هذه الزواحف المناطق الساحلية بشكل رئيسي، وعلى الأرجح أن غذائها كان مُتنوعاً جداً، وقد اعتقد البعض - مثل وليام بوكلاند - أنها اقتات على الحشرات، لكن لاحقاً أصبح من الشائع تصويرها على أنها آكلات أسماك (وذلك بالرغم من أن دراسات الميكانيكا الحيوية لا زالت تؤيد فكرة وليام أكثر من تلك). يَملك الدايمورفادون عضلات فكية مُتطورة تتميز بمكيانيكية صيد «أمسك واهرب»، ويُمكنه أيضاً أن يُغلق فكيه بسرعة هائلة، لكن في المقابل فقوة إغلاقهما ومدى اختراق الأسنان للفريسة ضعيفان نسبياً. وتشير هذه الميزة بالإضافة لجُمجمة الدايمورفادون القصيرة والعالية وإلى أسنانه الموجهة للأمام إلى أنه كان آكل حشرات، بالرغم من أنه ربما اقتات أيضاً على الفقاريات الصغيرة والجيف في بعض الأحيان.